# Université de Chieti
L’Ud'A, ou université Gabriele-d'Annunzio (Gabriele D'Annunzio) a été créée en 1965 comme Libre Université publique. Rebaptisée en 1982, la G.-d'Annunzio se déploie entre Chieti et la ville voisine de Pescara (15 km) avec d'autres sites pour les activités de recherche et de formation dans les provinces de ces deux villes (Lanciano, Torre de' Passeri, Torrevecchia Teatina, Vasto). Le siège légal est à Chieti (rectorat et direction générale). Le sceau de l'Université représente, de façon stylisée, la tête de Minerve, placée sur un chapiteau simple sur lequel est écrit « Università degli Studi G. d'Annunzio ».
En 1993, après de vives polémiques, son campus de Teramo est devenu une université indépendante, l'université de Teramo.